# Helicteres pentandra
Helicteres pentandra là một loài thực vật có hoa trong họ Cẩm quỳ. Loài này được L. mô tả khoa học đầu tiên năm 1771.